# Angelo Bianchi
Angelo Bianchi (Roma, 19 de novembro de 1817 – 22 de janeiro de 1897) foi um diplomata e cardeal italiano da Igreja Católica, Datário apostólico de Sua Santidade.

## Biografia
Filho de Luigi Bianchi, um rico comerciante de seda e Luigia Valenti, seu irmão, Salvatore Bianchi, foi um famoso arquiteto que construiu a estação ferroviária Termini de Roma. Estudou no Seminário Romano de "Sant'Apollinare".
Não se tem informações sobre sua ordenação como padre. Protonotário apostólico ad instar participarium, entre 1864 e 1868 foi encarregado de negócios da nunciatura na Suíça.
Nomeado arcebispo titular de Mira em 10 de outubro de 1874 pelo Papa Pio IX, foi consagrado em 1 de novembro, na Igreja de Santa Maria in Vallicella por Giuseppe Berardi, substituto emérito da Secretaria de Estado da Santa Sé, coadjuvado por Salvatore Nobili Vitelleschi, Secretário da Sagrada Congregação dos Bispos e Regulares e por François Marinelli, O.E.S.A., sacristão do Palácio Apostólico.
Nomeado núncio apostólico na Baviera em 13 de novembro de 1874, retornou a Roma depois de ser nomeado Secretário da Sagrada Congregação dos Bispos e Regulares, em 8 de junho de 1877. Foi nomeado núncio apostólico na Espanha em 30 de setembro de 1879 e chegou no dia 29 de outubro seguinte.
Foi criado cardeal pelo Papa Leão XIII, no Consistório de 
25 de setembro de 1882, recebendo o barrete vermelho e o título de cardeal-presbítero de Santa Praxedes em 15 de março de 1883.
Foi nomeado membro do Conselho para a Administração das Riquezas da Sé Apostólica, em 25 de abril de 1885. Foi o Prefeito da Sagrada Congregação dos Ritos de 15 de novembro de 1887 a 14 de março de 1889. Datário apostólico a partir de 14 de março de 1889, permaneceu até a sua morte. Foi transferido para a sé suburbicária de Palestrina mantendo in commendam o título de Santa Praxedes até 1891. A partir de 23 de setembro de 1889, torna-se administrador apostólico de Subiaco.
Faleceu em 22 de janeiro de 1897, em Roma. Foi velado na igreja paroquial de Santi Vincenzo e Anastasio a Trevi de Roma, onde ocorreu o funeral e foi sepultado no túmulo de sua família, no cemitério Campo di Verano, em Roma.